# Dolphin (emulador)
Dolphin és un emulador per a Nintendo GameCube que funciona en sistemes operatius Windows. Dolphin és el primer emulador de consola per a Gamecube per a jocs comercials, funcionen en sistemes operatius Windows. Actualment és compatible amb diversos jocs i assoleix emular alguns gairebé completament, però això ho fa considerablement lent fins i tot en computadores potents amb excel·lents targetes de vídeo (1/4 de la velocitat real). Encara que l'emulador no va ser creat amb l'objectiu de córrer jocs comercials, les versions recents són compatibles amb més jocs i emulen més de la consola i fins i tot afegeixen funcions com compatibilitat amb Gamepads o Manetes de jocs. L'equip promet seguir treballant en l'emulador i recentment han llançat versions que sacrifiquen velocitat per a emular més de la consola.